# اكمة الشجر (ذي السفال)
اكمة الشجر

تعديل مصدري - تعديل

اكمة الشجر محلة تابعة لقرية الجامع، التابعة لعزلة الوحص بمديرية ذي السفال إحدى مديريات محافظة إب في الجمهورية اليمنية، بلغ تعداد سكانها 57 حسب تعداد اليمن لعام 2004.